# Supercoppa belga 2017 (pallavolo femminile)
La Supercoppa belga 2017 si è svolta l'11 ottobre 2017: al torneo hanno partecipato due squadre di club belghe e la vittoria finale è andata per la decima volta, la seconda consecutiva, all'Asterix Avo.

## Regolamento
Le squadre hanno disputato una gara unica.

## Squadre partecipanti
| Squadra     | Qualificazione                                     | Ultima partecipazione |
| ----------- | -------------------------------------------------- | --------------------- |
| VDK Gent    | Finalista Coppa del Belgio 2016-17                 | Supercoppa belga 2015 |
| Asterix Avo | Vincitrice Liga A 2016-17/Coppa del Belgio 2016-17 | Supercoppa belga 2016 |

## Torneo
| 11 ottobre 2017 ?, Gand Durata: ? - Spettatori: ? | VDK Gent | 1 - 3 | Asterix Avo | 27-25, 16-25, 23-25, 33-35 |